# Nikon D7000
La Nikon D7000 è una fotocamera DSLR a pentaprisma della Nikon. Possiede un sensore CMOS in formato Nikon DX da 16,2 MP, monta inoltre il processore di immagini/video Expeed II, uno schermo 3" ad alta risoluzione come la D3000, gamma ISO da 100 a 6400 con possibilità di arrivare fino a 25600. Con questa fotocamera è possibile registrare video Full HD 1920 x 1080.
La fotocamera possiede un motore di messa a fuoco interno e la ghiera di accoppiamento Auto Indexing (ai) così è possibile utilizzare tutti gli obiettivi Nikon, con l'unica esclusione dei pre AI.

## Novità Introdotte
Una delle novità introdotte in questo modello sono le modalità di scatto U1 e U2.

U1 e U2 permettono all'utente di impostare e salvare i settaggi preferiti della fotocamera, in modo da poterli richiamare più rapidamente.
Inoltre la D7000 possiede due slot per memorie SD.